# Christian Georgievič Rakovskij
Christian Georgievič Rakovskij (in russo Христиан Георгиевич Раковский?; Kotel, 13 agosto 1873 – Orël, nei boschi detti Medvedevskij les (Foresta degli orsi), 11 settembre 1941) è stato un rivoluzionario sovietico con passaporto rumeno e origini bulgare. Divenuto bolscevico, fu presidente del Consiglio dei commissari del popolo dell'Ucraina dal 1919 al 1923.

## Biografia
Nato il 13 agosto 1873 a Kotel, in Bulgaria, Rakovskij fu il rampollo di un'importante famiglia della Dobrugia settentrionale. Assieme ai genitori, divenne suo malgrado cittadino rumeno in seguito ai mutamenti di frontiera decisi con la guerra russo-turca del 1877-1878, che assegnarono la regione (e dunque la proprietà paterna) al neonato Stato rumeno.
Rakovskij si laureò in medicina in Francia alla Sorbona ed in qualità di medico prestò servizio militare nell'esercito rumeno.
Fu all'inizio del '900 il massimo leader dell'ala massimalista dei socialisti bulgari e la più importante figura della sinistra rivoluzionaria balcanica prima del conflitto mondiale.
Amico di Parvus fin dai tempi della Svizzera, fu assieme all'amico un sostenitore della stampa socialdemocratica e poi bolscevica: nel 1900, dopo essere stato espulso lo stesso anno da San Pietroburgo, Rakovskij ad esempio fornì a Monaco passaporti fasulli a Plechanov, alla Zasulič e a Lenin, impegnati nella realizzazione del giornale socialdemocratico Iskra.
Rakovskij, compiuto un viaggio clandestino in Romania nel 1910, si consegnò provocatoriamente alle autorità, che lo spedirono a Costantinopoli, dove assieme a Parvus, giunto lì per studiare da vicino la rivoluzione turca, organizzarono una dimostrazione per il primo maggio assieme ai portuali e tentarono di costituire un sindacato. Imprigionati dalla polizia, furono liberati su intervento dei deputati socialisti al parlamento: Rakovskij tornò in patria, mentre Parvus riprese gli studi.
Nel 1911 tornò nuovamente in Romania, da dove venne espulso per la terza volta. Proprio perché il primo ministro Petre Carp riconobbe che le prime due volte erano stati commessi degli abusi, questa volta fu molto attento nel far sì che gli aspetti legali e formali fossero accuratamente rispettati: Rakovskij tornò così in Bulgaria.
Trockij, durante le due guerre balcaniche del 1912 e 1913, si spostò da Vienna sul fronte di guerra come corrispondente per il giornale liberale russo "Kievskaja Mysl", in cui parlò delle atrocità dei bulgari contro i prigionieri turchi. Conobbe anche diversi esponenti socialisti locali, che contribuì successivamente a far aderire alla causa bolscevica, tra cui Rakovskij. Il giornale che Trockij pubblicava da Parigi ancora all'inizio del conflitto, "Naše slovo", fu finanziato proprio da Rakovskij.
Schieratosi contro la grande guerra, fu uno dei protagonisti alla conferenza di Zimmerwald contro il conflitto. Arrestato in Romania nel 1916, Rakovskij fu liberato dai soldati russi nel maggio 1917 e tentò con questi senza successo la strada della rivoluzione in Romania.
Caduto l'etmanato filo-tedesco di Skoropads'kyj in Ucraina dopo la rivoluzione tedesca nel novembre 1918, si disputarono il potere nel paese il Direttorio socialista ucraino, egemone sulla Rada, e i bolscevichi guidati da Pjatakov. La maggior decisione di questi ultimi nel promettere la riforma agraria in un paese largamente contadino portò all'instaurazione di un regime bolscevico nel gennaio 1919, la Repubblica socialista sovietica ucraina (Ukrajins'ka Radjans'ka Socialistyčna Respublika), alla cui guida però fu posto, per volere dei comunisti del Donbass, Rakovskij. Tuttavia tale misura era in verità più un espediente tattico per propagare la rivoluzione che un reale obiettivo della politica comunista. Al contrario la prima metà del 1919 fu segnata da un'ondata di requisizioni nelle campagne tipica del comunismo di guerra che portò al collasso la fragile economia locale. Lo scontro sociale, reso già feroce dalle carestie provocate dall'esproprio dei raccolti, fu aggravato inoltre da motivazioni etniche: il potere comunista, nato ed insediatosi nelle città, era come queste prevalentemente composto da russi ed ebrei, mentre le campagne, che ebbero a subire misure pesantissime, erano largamente popolate da ucraini. Di fronte all'indomita resistenza di questi, i Tribunali militari e la Čeka fecero largo ricorso a fucilazioni e torture per sedare le numerosissime rivolte contadine, fino a che in luglio Rakovskij fu costretto ad affidarsi all'intervento militare di Mosca, che comunque non impedì in agosto all'esercito ucraino del socialdemocratico Symon Petljura di occupare Kiev, ponendo fine al primo governo bolscevico. Dopo la riconquista russa dell'Armata rossa del Kuban' nell'ottobre del 1919, venne reinsediato a capo del governo (Sovnarkom) Rakovskij, mentre venne ricostituita la repubblica sovietica.
Durante la guerra russo-polacca nel 1920 tramite l'offensiva della cavalleria di Semën Michajlovič Budënnyj i bolscevichi riconquistarono definitivamente il paese, consentendo a Rakovskij di divenire presidente di una Repubblica Socialista Sovietica Ucraina ora riunificata. In tale veste egli firmò il 28 dicembre 1920 un trattato con la Repubblica Socialista Federativa Sovietica Russa che stabiliva almeno formalmente una federazione tra i due paesi in cui Kiev conservava diffusi poteri, tra cui un proprio Commissariato agli Affari Esteri.
Memore dell'esperienza disastrosa del 1919, Rakovskij auspicò per il paese l'indipendenza o comunque l'autonomia da Mosca, in sintonia colle indicazioni di Lenin, mentre nel Partito facevano il loro ingresso di quattromila cosiddetti borot'bisty, traducibili come battaglieri, frazione di sinistra del partito socialista rivoluzionario e sostenitori di un comunismo nazionale.
Tuttavia Lenin in quel periodo era impegnato in una lotta segreta contro l'influenza crescente di Lev Trockij nel Partito ed aveva favorito l'ascesa di Iosif Stalin a capo riconosciuto della fazione maggioritaria in seno al Partito. Rakovskij, grande amico di Trockij, era dunque guardato con sospetto per la sua posizione di potere in Ucraina e così Sergo Ordžonikidze per conto dell'Ufficio Politico all'inizio del 1922 aveva rimosso un altro fedelissimo di Trockij, Pjatakov, dalla guida dei bolscevichi nella regione del Donbass, sempre in Ucraina, per evitare che la riconquista dell'area finisse per dare più potere alla fazione di sinistra in seno al Partito.
Alla XII Congresso del partito nell'aprile del 1923, mentre si stava consumando la rottura tra Lenin e Stalin, la politica delle nazionalità, ben poco rispettosa delle autonomie locali, adottata da quest'ultimo, portava ad un accordo riservato tra Lenin, ormai gravemente malato, e Trockij affinché questi all'assemblea attaccasse Stalin imponendo l'adozione al Partito di un “codice di comportamento” nelle relazioni tra centro e periferia, specie con le altre nazionalità titolari e le minoranze etniche. Trockij, titubante, lasciò così spazio all'amico Rakovskij, che paventò la possibilità di una guerra civile se non si fosse mutato atteggiamento verso i popoli non russi, ma Stalin rispose colpo su colpo con un discorso pieno di citazioni leniniste, riconfermando così la sua leadership.
Successivamente, sempre nel corso del 1923, parallelamente all'affermazione di Stalin nel Partito, Vlas Čubar subentrò a Rakovskij alla guida del governo ucraino.
Dopo la XIII Conferenza di Partito del gennaio 1924, in virtù della condanna della cosiddetta «deviazione antileninista» espressa dall'opposizione trotzkista, i più importanti fra i sostenitori di Trockij furono mandati all'estero come diplomatici: Rakovskij divenne quindi ambasciatore in Gran Bretagna.
Successivamente nel 1925 Rakovskij fu inviato come ambasciatore in Francia, sede diplomatica il cui personale era del resto in larga parte trotzkista.

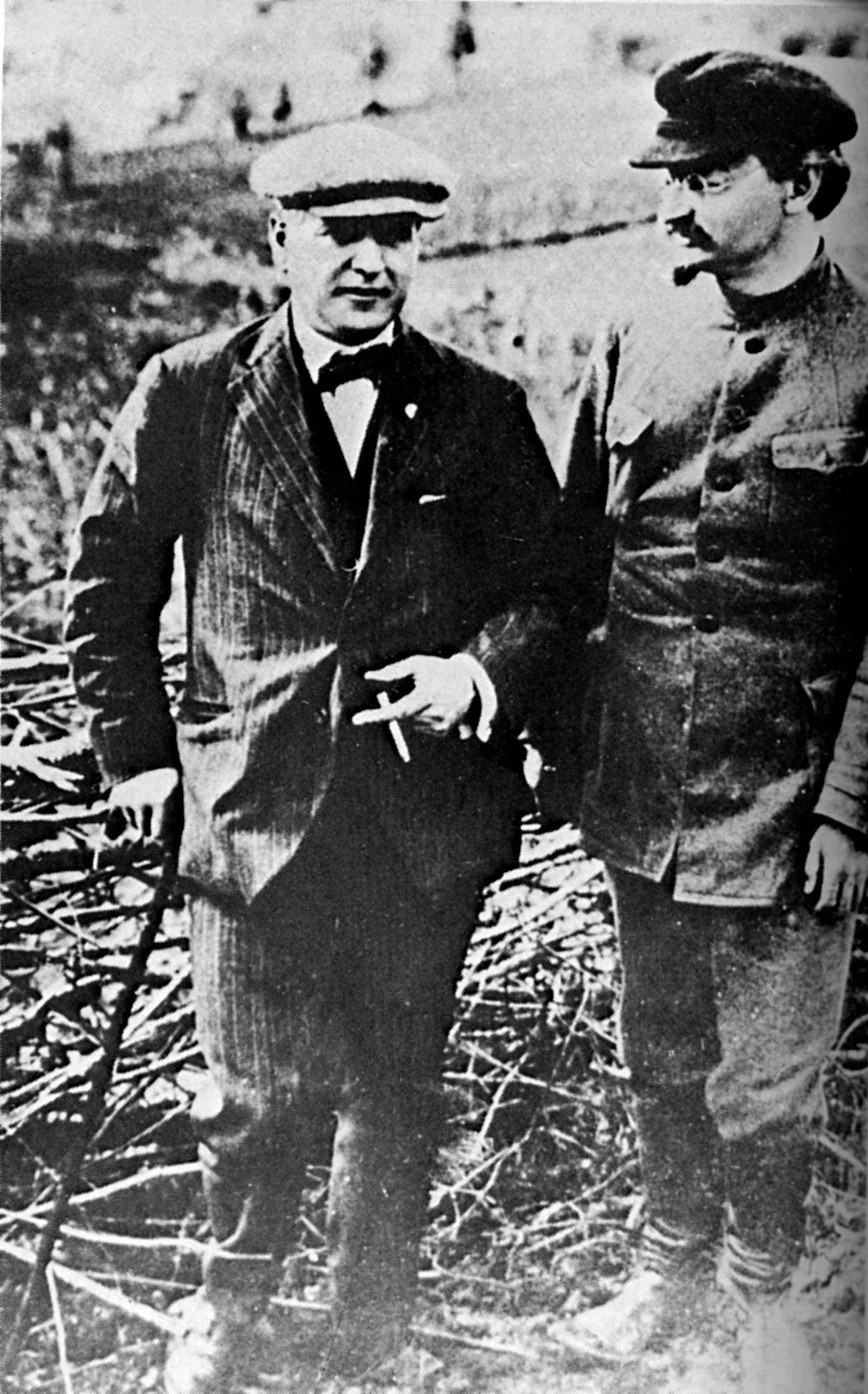
Rakovskij, a sinistra, con Lev Trockij (1924 circa)

Rakovskij fu tra i firmatari della dichiarazione dei 46 nel 1926 e poi di quella dei 75 nel 1927.
Nell'ottobre del 1927 il nuovo governo francese guidato da Poincaré si era rimangiato l'accordo coi sovietici per fornire in cambio di petrolio crediti per 450 milioni di rubli. Nel corso delle nuove trattative Rakovskij cercò di aumentare la pressione sulla controparte facendo partecipe dei termini del negoziato l'opinione pubblica francese. In seguito a questo atto, egli finì nel mirino sia del governo francese che di quello sovietico, che ebbe così la scusa per richiamarlo in patria: Rakovskij venne così sostituito il 21 ottobre 1927 da Valerian Savel'evič Dovgalevskij.
In seguito alla dichiarazione dei 75 di fronte alla possibilità dell'espulsione dal Partito Rakovskij scrisse sempre nell'autunno del 1927 una lettera al comitato centrale facendo autocritica ed atto di sottomissione alla sua autorità, dando come prova della sua buona volontà l'impegno come ambasciatore in Francia ad appellarsi ai soldati dei paesi imperialistici affinché nel caso di una guerra contro l'Unione Sovietica questi disertassero. Scosso da tali dichiarazioni, il governo francese chiese la rimozione dell'ambasciatore in ottobre e così furono rotte le relazioni diplomatiche anche tra i due paesi.
Dopo che il plenum dell'ottobre 1927 estromise dal Comitato Centrale Trockij e Zinov'ev, i dirigenti leader dell'opposizione di sinistra, in occasione del X anniversario della Rivoluzione d'ottobre, manifestarono armati di cartelli con alcuni seguaci contro la burocrazia del Partito durante le celebrazioni ufficiali in diverse città del paese: Rakovskij si adoperò in tal senso a Charkiv, in Ucraina.
Nel dicembre 1927, al XV Congresso del PC(b) US, su proposta di una commissione speciale guidata da Ordžonikidze, Rakovskij venne espulso per acclamazione dal Partito assieme ai sodali trotzkisti Karl Radek e Pjatakov e gli altri firmatari della dichiarazione dei 75, tra cui Lev Borisovič Kamenev, il turkmeno G. I. Safarov, I. N. Smirnov, e M.M. Laševič. Un altro degli espulsi, Ivan Smilga, coraggiosamente lesse all'assise una dichiarazione di principio firmata da lui ed altri tre trotzkisti, Radek, Buralov e lo stesso Rakovskij in cui si cercava di ribattere alle accuse loro mosse da Stalin di voler dividere il Partito.
Deportato in Asia Centrale, ad Astrachan', Rakovskij si dedica alla scrittura e alla riflessione teorico-politica. Fu agli inizi l'unico tra i principali dirigenti trockisti a non cercare in qualche modo di tornare alla vita pubblica facendo auto-critica e professione di fede in Stalin. A proposito dell'allineamento alle tesi di Stalin da parte di Pjatakov, Radek e Preobraženskij, Trockij scriveva a Rakovskij nel 1929: «L'appoggio [...] consiste in primo luogo nell'intensificazione della lotta dei marxisti per un'impostazione marxista delle questioni concrete; e in secondo luogo in una spietata critica del sinistrismo incongruente dei centristi, per aiutare i migliori elementi del centro [...] a spostarsi rapidamente su una posizione bolscevica. Non può esserci altro genere di appoggio [...] . Non solo è completamente inammissibile assumerci di fronte al partito la responsabilità della linea di centro-sinistra (come sostiene la nota di Preobraženskij), ma è inammissibile anche cercare di trasformarci in eloquenti persuasori come allude Radek [...] . Come una scimmia senza coda ancora non è un uomo, un centrista che si toglie la coda grazie a buoni consigli ancora non è un marxista. Inoltre, gli articoli di Stalin dimostrano che non viene richiesto nessun buon consiglio. Nel 1934 però anche lui decise di piegarsi al despota: al XVII Congresso del PCUS Rakovskij fece pubblicamente auto-critica in merito alla sua passata adesione alla linea politica di Trockij. Due anni più tardi, nel 1936, ricordando con vergogna il suo legame con i dirigenti dell'opposizione in un articolo sulla Pravda del 21 agosto ne chiedeva ora la fucilazione come agenti della GESTAPO.
Ciononostante, nel marzo del 1938 Rakovskij fu imputato al terzo grande processo di Mosca (il cosiddetto processo dei ventuno) contro i dirigenti del Partito (tra cui Nikolaj Ivanovič Bucharin, Aleksej Ivanovič Rykov, Krestinskij, M. A. Černov, Zelenskij, G. F. Grin'ko, Rozengol'c, Ivanov, Jagoda, gli uzbeki Faizul Chodžaev ed Akmal' Ikramov, P.P. Kriučtov, V.F. Šarangovič) accusati dal pubblico ministero Vyšinskij di essere come “nemici del popolo” implicati nell'assassinio di Kirov, nei falliti attentati contro Lenin e Stalin, e di essere al servizio degli imperialisti inglesi sin dal 1921. Con l'esclusione di Krestinskij, tutti gli imputati si dichiararono colpevoli dei reati loro ascritti.

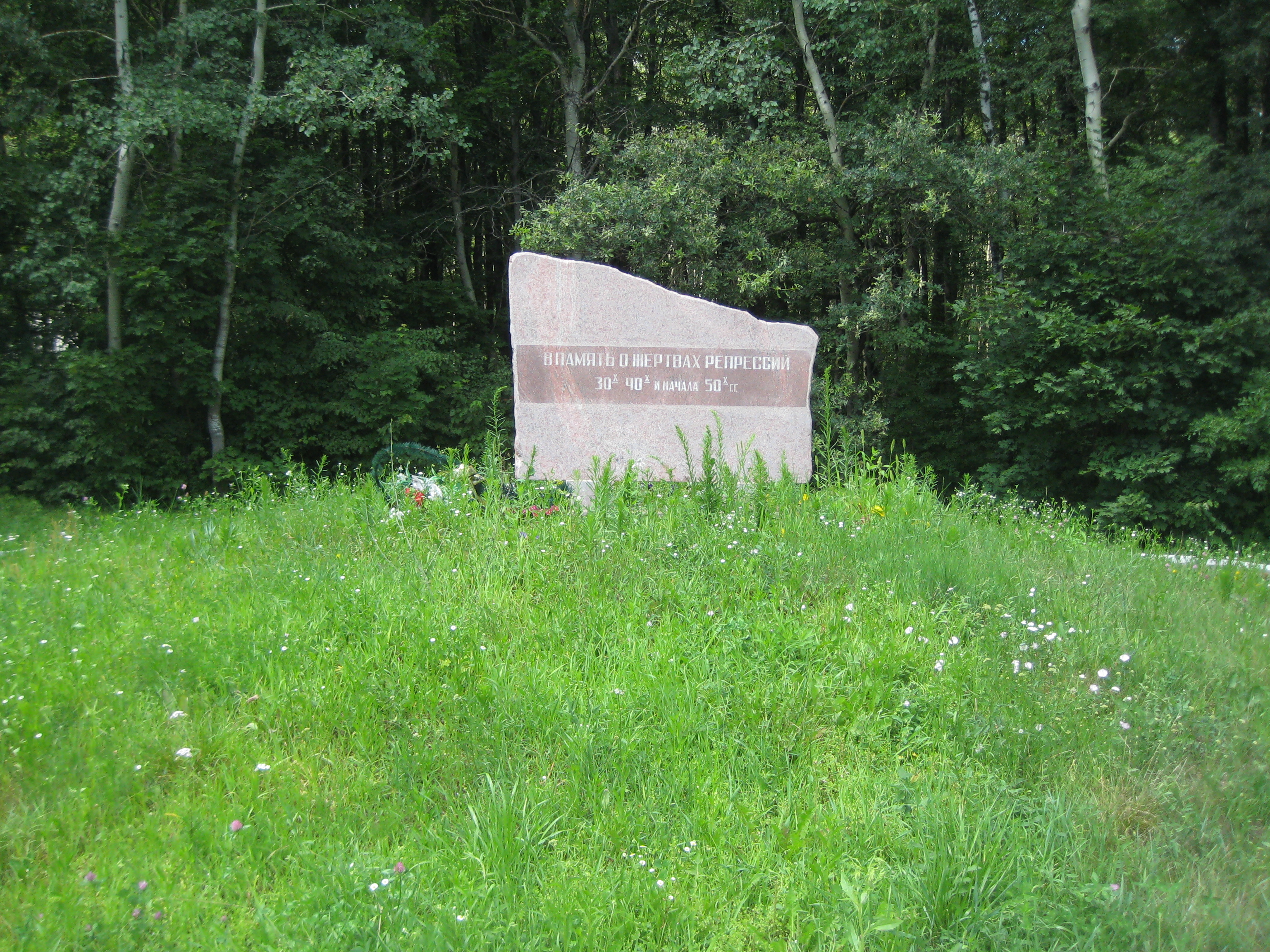
Il cippo commemorativo eretto nei boschi del Medvedevskij les. L'iscrizione in russo recita: «In memoria delle vittime della repressione degli anni '30 e '40 e dei primi anni '50»

A differenza di molti imputati, come Bucharin e Rykov, uccisi poco dopo il processo in virtù della sentenza di morte, Rakovskij ed altri furono condannati a lunghe pene detentive. Tuttavia nella tarda estate 1941, mentre Rakovskij era internato nella prigione di Orël, non lontano dal confine occidentale dell'URSS, e le truppe tedesche in avanzata si stavano pericolosamente avvicinando, l'NKVD, su ordine del nuovo ministro degli interni Berija, il 5 settembre preparò un elenco di centosettanta prigionieri politici incarcerati nella prigione locale i quali avrebbero dovuto essere soppressi immediatamente per evitare il rischio che cadessero nelle mani degli invasori.  L'elenco, che includeva Rakovskij, fu sottoposto all'attenzione di Stalin in persona, con la raccomandazione di Berija che fossero tutti fucilati «per aver condotto propaganda disfattista tra i carcerati e per aver progettato la fuga dalla prigione allo scopo di rinnovare le loro attività sovversive». Stalin, l'indomani, approvò e emise l'ordine esecutivo. L'11 settembre Rakovskij ed altri 156 prigionieri, tra cui la socialrivoluzionaria di sinistra Marija Spiridonova e Olga Kameneva, sorella di Trockij e vedova di Kamenev, furono tradotti in una sala comune, costretti ad ascoltare la condanna a morte formulata nei loro confronti e quindi trasportati nei boschi detti Medvedevskij les (Foresta degli orsi). Lì furono sommariamente fucilati e interrati in fosse preparate precedentemente, che poi furono ricoperte di terra. In tutta la zona vennero quindi ricollocati gli alberi precedentemente espiantatati, in modo da rendere così irriconoscibile il luogo. Nel 1990 nei boschi del Medvedevskij les è stato eretto un cippo commemorativo delle vittime del terrore staliniano. L'esatta ubicazione delle fosse non è mai stata ritrovata.
Nel febbraio 1988 il segretario del PCUS Gorbačëv promosse al plenum del Comitato Centrale la piena riabilitazione di Rakovskij assieme a Bucharin e Rykov, ossia dei dirigenti comunisti che figurarono nel processo dei ventuno del 1938.

## Nomi
Il nome originale di Rakovskij in bulgaro era Krăstjo Georgiev Stančev (Кръстьо Георгиев Станчев), che egli stesso cambiò in Krăstjo Rakovski (Кръстьо Раковски). La forma usuale del suo nome presa dal romeno fu Cristian (alle volte anche come Christian), mentre il suo cognome era scritto Racovski, Racovschi, o Rakovski. Alle volte il suo nome fu anche reso come Ristache, un antiquato ipocoristico con il quale era noto allo scrittore Ion Luca Caragiale che lo aveva conosciuto personalmente.
Durante la sua vita, fu anche noto con gli pseudonimi di H. Insarov e Grigoriev, che utilizzò per firmare i numerosi articoli per la stampa in lingua russa.